# Michał Jędrzejczyk
Michał Szczepan Jędrzejczyk (ur. 16 października 1986 w Kielcach) – polski urzędnik państwowy, prawnik i samorządowiec, doktor nauk prawnych, od 2023 wiceprezes Najwyższej Izby Kontroli.

## Życiorys
Syn Stanisława i Danuty. W 2010 ukończył studia prawnicze na Katolickim Uniwersytecie Lubelskim. Na tej uczelni w 2018 uzyskał stopień doktora (ze specjalnością w zakresie prawa finansowego) na podstawie napisanej pod kierunkiem Pawła Smolenia rozprawy pt. Wieloletnia prognoza finansowa w jednostkach samorządu terytorialnego. Został nauczycielem akademickim w Instytucie Nauk Prawnych KUL. Autor publikacji naukowych, wszedł w skład komitetu redakcyjnego dwumiesięcznika „Kontrola Państwowa”. Uzyskał uprawnienia radcy prawnego i radcy Prezesa Najwyższej Izby Kontroli.
W 2014 i 2018 wybierany do rady gminy (od 2017 rady miasta) Morawica z ramienia lokalnych komitetów; w 2020 zrzekł się mandatu. Od 2018 do 2019 pracował jako doradca Ministra Finansów oraz Szefa Krajowej Administracji Skarbowej. Od 2018 do 2021 pozostawał wiceprzewodniczącym Głównej Komisji Orzekającej w sprawach o naruszenie dyscypliny finansów publicznych, później został członkiem Wspólnej Komisji Orzekającej w sprawach o naruszenie dyscypliny finansów publicznych. Od 2018 do 2021 był także członkiem Rady Narodowego Instytutu Wolności – Centrum Rozwoju Społeczeństwa Obywatelskiego. Od 2020 do 2021 pełnił obowiązki Dyrektora Departamentu Porządku i Bezpieczeństwa Wewnętrznego Najwyższej Izby Kontroli. 22 grudnia 2023 objął stanowisko wiceprezesa tej instytucji.